# Gunung Durian
Gunung Durian is een bestuurslaag in het regentschap Natuna van de provincie Riau-archipel, Indonesië. Gunung Durian telt 329 inwoners (volkstelling 2010).